# Max Schaefer
Max Schaefer (...) è un imprenditore statunitense.
Fu il cofondatore nel settembre 1993 della Condor Inc., insieme al fratello Erich Schaefer e all'amico David Brevik. La società venne poi acquisita dalla Blizzard Entertainment e rinominata Blizzard North nel giugno 1996.
Nella Condor era stato Art and Design Lead di Justice League Task Force e aveva contribuito al design artistico di Diablo. Nella Blizzard entrò come vicepresidente della Blizzard North insieme al fratello e all'amico Brevik, che ne era presidente. Qui ebbe la responsabilità come capo-progetto e direttore artistico di Diablo II e produttore esecutivo di Diablo II: Lord of Destruction.
Nel 2003 divenne cofondatore della Flagship Studios e nel 2008 della Runic Games di cui è tuttora CEO.